# 霍華德·德芝
霍華德·德芝（英語：Howard Deutch，1950年9月14日—）是一名美國知名的電影及電視導演。他曾經與尊·曉治合作過。

## 外部連結
- 霍華德·德芝在互联网电影资料库（IMDb）上的資料（英文）
- 在AllMovie上霍華德·德芝的頁面（英文）
- Howard Deutch, Rotten Tomatoes （页面存档备份，存于）